# تسا والاس
تسا والاس (به انگلیسی: Tessa Wallace) (زادهٔ ۹ سپتامبر ۱۹۹۳) شناگر اهل استرالیا است.